# Descabello

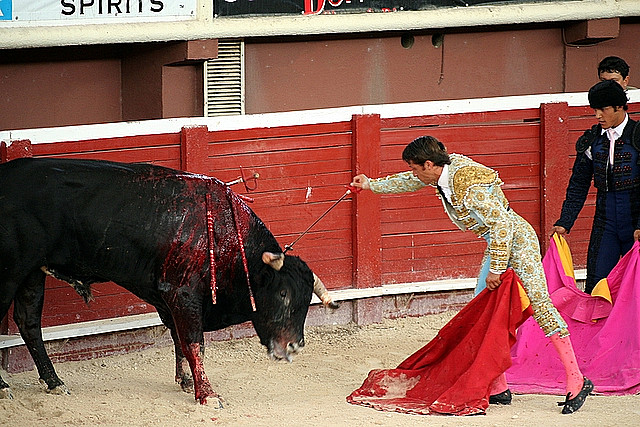
Torero realizando el descabello

El descabello es un recurso que utilizan los toreros para acelerar la muerte del toro cuando la estocada no ha sido certera o cuando el animal no cae. Esta suerte no busca el lucimiento del matador, sino que lo que cuenta es la efectividad y el acertar con el sitio exacto donde clavar el estoque de descabellar para derribar al toro. Fallar con el descabello puede perjudicar mucho al torero aunque haya tenido una excelente actuación.
Para acertar con la cruceta de descabellar, el torero, deber dar un golpe fuerte y brusco hacia abajo sin mover el estoque, para así cercenar el cordón de la médula espinal entre las primeras vértebras cervicales. Para ello, el toro debe estar lo más humillado posible, por lo que el torero debe utilizar la muleta para hacer que el astado baje la cara. La muleta se sujetará con la mano izquierda y se utilizará la mano derecha para apuntillar al astado.
El descabello es una práctica antigua, que originalmente se realizaba con el estoque, pero con frecuencia se producían accidentes. Fue a partir de agosto de 1934, a raíz de un grave accidente cuando se cambió la forma de descabellar. Esto se debió a que durante un festejo en la Plaza de toros de La Coruña el 6 de agosto de ese año, cuando Juan Belmonte se dispuso a descabellar a su primer toro de la tarde, el estoque salió despedido y se le clavó a un espectador que había en la grada, concretamente en el asiento 34 de la sexta fila, quien falleció debido a este accidente.
Este estoque de descabellar, también conocido como estoque de cruceta o verduguillo, es como el estoque de matar, pero con la diferencia de que tiene una cruceta a unos 10 centímetros aproximadamente del extremo, por lo que este estoque no penetra mucho en la cérvix del toro y disminuye el riesgo de accidentes en caso de salir despedido.